# تاكاشي أوسامي
تاكاشي أوسامي (宇佐美 貴史) أصيل محافظة كيوتو اليابانية (京都府) (ولد 6 مايو 1992) هو لاعب كرة قدم ياباني، شارك في دورة الألعاب الاولمبية الصيفية عام 2012 في المملكة المتحدة.
ينشط حاليا في نادي أوغسبورغ الألماني منتقلا إليه من غامبا أوساكا الياباني الذي حقق معه نجاحا كبيرا وشهرة و شعبية لدى عاشقي الفريق الأزرق والأسود و كان يحمل القميص رقم 39 في الفريق الذي بدأ اللعب في صفوفه منذ سنة 2009 حتى 2016 مسجلا معه 64 هدفا

## روابط خارجية
1. ↑  長岡京サッカースポーツ少年団 団のあゆみ. Nagaokakyo SS (باليابانية). 27 Jun 2011. Archived from the original on 2011-08-21. Retrieved 2011-06-27.
2. ↑  "معلومات عن تاكاشي أوسامي على موقع transfermarkt.com". transfermarkt.com. مؤرشف من الأصل في 2020-10-21.
3. ↑  "معلومات عن تاكاشي أوسامي على موقع worldfootball.net". worldfootball.net. مؤرشف من الأصل في 2020-05-05.
4. ↑  "معلومات عن تاكاشي أوسامي على موقع scoresway.com". scoresway.com. مؤرشف من الأصل في 2018-02-26.

- تاكاشي أوسامي على موقع الاتحاد الدولي (مؤرشف)  (الإنجليزية)
- تاكاشي أوسامي على موقع رابطة كرة القدم اليابانية للمحترفين (اليابانية)
- تاكاشي أوسامي على موقع إي إس بي إن إف سي (الإنجليزية)
- تاكاشي أوسامي على موقع قاعدة بيانات كرة القدم.إي يو (الإنجليزية)
- تاكاشي أوسامي على موقع بيانات كرة القدم. دي إي (الألمانية)
- تاكاشي أوسامي على موقع ناشيونال فوتبول تيمز (الإنجليزية)
- تاكاشي أوسامي على موقع Soccerbase.com (لاعب) (الإنجليزية)
- تاكاشي أوسامي على موقع Soccerway.com (الإنجليزية)
- تاكاشي أوسامي على موقع عالم كرة القدم.نت (الإنجليزية)
- تاكاشي أوسامي على موقع أوليمبيديا (الإنجليزية)
- Takashi Usami at نادي غامبا أوساكا official site (باليابانية)
- Takashi Usami نسخة محفوظة 19 ديسمبر 2015 على موقع واي باك مشين. at Yahoo! Japan sports (باليابانية)